# Fondali Nervi - Sori
Fondali Nervi - Sori este o arie protejată (arie specială de conservare — SAC, sit de importanță comunitară — SCI) din Italia întinsă pe o suprafață de 609 ha, integral marine.

## Localizare
Centrul sitului Fondali Nervi - Sori este situat la coordonatele 44°22′12″N 9°04′23″E / 44.37°N 9.073°E.

## Înființare
Situl Fondali Nervi - Sori a fost declarat sit de importanță comunitară în iunie 1995 pentru a proteja . Situl a fost protejat și ca arie specială de conservare în octombrie 2016.

## Biodiversitate
Situată în ecoregiunea mediteraneană, aria protejată conține 4 habitate naturale: Peșteri marine scufundate complet sau parțial, Bancuri de nisip acoperite în permanență slab de apă marină, Recifuri, Straturi cu Posidonia (Posidonion oceanicae).
La baza desemnării sitului se află un număr nedeclarat de specii protejate:
Pe lângă speciile protejate, pe teritoriul sitului au mai fost identificate 1 specie de nevertebrate, 13 specii de pești.